# Andriej Gorbaniec
Andriej Igoriewicz Gorbaniec, ros. Андрей Игоревич Горбанец (ur. 24 sierpnia 1985) – rosyjski piłkarz występujący na pozycji pomocnika w rosyjskim klubie Arsienał Tuła.

## Kariera
Andriej Gorbaniec jest wychowankiem klubu Tiekstilszczik Kamyszyn. W 2003 roku został piłkarzem Saturna Ramienskoje, gdzie grał wyłącznie w rezerwach. W 2007 roku przeszedł do klubu Sibir Nowosybirsk, natomiast w 2009 roku został kupiony za 350 tysięcy euro przez Rubin Kazań. W 2011 roku odszedł do FK Krasnodar. W 2012 roku został wypożyczony do Mordowii Sarańsk, a następnie został zawodnikiem Tomu Tomsk. W 2013 roku przeszedł do klubu Urał Jekaterynburg. W 2015 był wypożyczony do Tomu, a w 2016 przeszedł do klubu Arsienał Tuła.